# دراغان بروكيبييف
دراغان بروكوبييف فاسيليف (بالبلغارية: Драган Прокопиев Василев)‏ يشتهر أكثر باسم دراغان بروكوبييف، هو قائد أوركسترا من بلغاريا ومدرّس موسيقى. حاز على لقب تكريم عام 1965.

## عن حياته
ولد بروكوبييف في 18 يوليو عام 1904 في كيوستينديل في بلغاريا. بعد أن أنهى الدراسة الثانوية عام 1923 انتقل إلى ليبزيغ لدراسة الكمان مع هـ. وازرمان، تلى ذلك الانتقال إلى باريس للتخصص مع لوسيان كابيت عامي 1924-1926. ثم تواجد في بيسك (التشيك) عامي 1925 و1927 وفي معهد برلين كونسيرفاتوار مع كارل فليش في 1928-1930. عام 1930، عاد بروكوبييف إلى بلغاريا وأصبح مدرساً للموسيقى في الكلية الأمريكية في صوفيا وأسّس مدرسة موسيقى خاصة استمرت حتى عام 1936.
أثناء الحرب العالمية الثانية، خطرت لبروكيبييف فكرة إنشاء جوقة صوتية في القوات المسلحة البلغارية. بعد فترة قصيرة من الانقلاب في بلغاريا عام 1944، أسس الجوقة الممثلة للجيش الشعبي البلغاري، والتي سميت فيما بعد بفرقة الغناء والرقص، وفي وقتنا الحاضر تمثل هذه الفرقة القوات المسلحة البلغارية.
كان بروكيبييف مايسترو للجوقة حتى عام 1957. وكان أول حفل للفرقة عام 1944 ضمّت 26 مؤدْ صوتي. بعد ذلك بدأ بروكيبييف جذب العازفين وبعض أفضل مغنيّ الأوبرا البلغار كديميتير أوزونوف ونيكولا نيكولوف والملحن آرسينكاراستويانوف الذي كتب حوالي 50 أغنية خاصة للجوقة.
عام 1942، كتب دراغان بروكوبييف «أساليب الغناء» طوّر فيه موضوع الغناء كمنهج دراسي منفصل في المدارس البلغارية. إلى جانب أنشطته التربوية والمنهجية، كان عارف كمان في اثنتين من رباعيات موسيقى الحجرة: رباعية التشيك عام 1927 ورباعية صوفيات 1932-1935، حيث عزف إلى جانب كل من تودور ڤاجاروف، وكونستانتين ستارتشيف وغورغي إيفانوڤ.
توفي بروكوبييف في صوفيا عام 1988. حفظت أعماله في الفترة 1913-1975 ضمن الملف رقم 6555 في وكالة الأرشيف البلغارية.